# Хар-Браха
Хар-Браха (ивр. הר ברכה‎) — израильское поселение в центральной Самарии, близ города Шхем на Западном берегу реки Иордан.

## История
Поселок основан в 1984 году возле самаритянского поселения Кирьят-Луза.
В городе действует известная йешива Хар-Браха и винодельня.

## Население
По данным Центрального статистического бюро Израиля, население на начало 2020 года составляло 2 757 человек.